# Manus-Tüpfelkuskus
Der Manus-Tüpfelkuskus (Spilocuscus kraemeri) ist ein Beuteltier aus der Familie der Kletterbeutler (Phalangeridae), das auf den Admiralitätsinseln (Manus, Rambutyo, Lou u. a.) nördlich von Neuguinea endemisch vorkommt.

## Merkmale
Der Manus-Tüpfelkuskus ist die kleinste Tüpfelkuskusart und hat als einziger eine Condylobasallänge  von weniger als 9 cm. Er erreicht eine Kopfrumpflänge von 31 bis 57 cm, hat einen 25 bis 59 cm langen Greifschwanz und er erreicht ein Gewicht von 1,9 bis 2,2 kg. Weibchen sind im Durchschnitt 14 % schwerer als die Männchen und der Schwanz ist meist 10 % kürzer als Kopf und Rumpf zusammen.
In ihrer Färbung ähnelt die Art dem Schwarzfleck-Tüpfelkuskus (Spilocuscus rufoniger). Weibchen sind auf dem Rücken, der Kopfoberseite und den Außenseiten der Gliedmaßen für gewöhnlich schokoladenbraun gefärbt. Gesicht, Ohren, Hände und Füße und der Schwanz sind rötlichbraun. Die Bauchseite von der Brust bis zum Schwanz und manchmal auch das Kinn sind weißlich. Bei den Männchen setzt sich das Weiß der Bauchseite ohne Unterbrechung bis zum Kinn fort. Ihr schokoladenbrauner Rücken ist mit zahlreichen, unregelmäßigen cremeweißen Flecken gemustert. Seiten treten auch völlig weiße oder teilweise melanistische Exemplare auf. Die Augen sind braun. Der Kopf ist relativ breit in Relation zur Länge und die Zähne sind relativ groß in Relation zu Kopfgröße.

## Lebensraum und Lebensweise

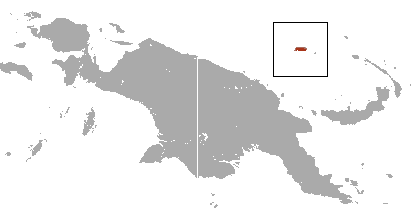
Lage der Admiralitätsinseln nördlich von Neuguinea

Der Manus-Tüpfelkuskus kommt in allen Vegetationszonen von ungestörten Wäldern bis hin zu Gärten vor. Die Tiere werden oft kletternd nur wenig über dem Erdboden beobachtet. Die Ernährung der Art wurde bisher nicht genauer untersucht. Jungtiere werden für gewöhnlich im Juli und August geboren und Weibchen mit Jungtieren im Beutel wurden in den Monaten von September bis Dezember beobachtet. Danach transportiert das Weibchen seine Jungen auf dem Rücken. Im Juni des darauf folgenden Jahres sind die Jungtiere dann selbständig.

## Gefährdung
Der Manus-Tüpfelkuskus lebt nur auf einigen kleinen und mittelgroßen Inseln, ist in den Gebieten, in denen er vorkommt jedoch relativ häufig. Einige der Inseln hat die Art möglicherweise erst mit Hilfe des Menschen erreicht. Auf Manus, der größten Insel, wird der Manus-Tüpfelkuskus gejagt und regelmäßig als Bushmeat auf den Märkten angeboten. Die IUCN schätzt den Bestand des Manus-Tüpfelkuskus als potenziell gefährdet (Near Threatened) ein.

## Belege
1. 1 2 3 4 5  Kristofer Helgen & Stephen Jackson: Family Phalangeridae (Cuscuses, Brush-tailed Possums and Scaly-tailed Possum). In: Don E. Wilson, Russell A. Mittermeier: Handbook of the Mammals of the World – Volume 5. Monotremes and Marsupials. Lynx Editions, 2015, ISBN 978-84-96553-99-6, S. 495–496.